# Shin-Takashimadaira (metropolitana di Tokyo)
Shin-Takashimadaira (新高島平駅?, Shin-Takashimadaira-eki) è una stazione della metropolitana di Tokyo che si trova a Itabashi. La stazione è servita dalla linea Mita della Toei Metro.

## Struttura
La stazione è dotata di una banchina centrale a isola con due binari su viadotto.
| 1 | Linea Mita | per Sugamo, Hibiya, Shirokane-Takanawa, Meguro e linea Tōkyū Tōyoko |
| 2 | Linea Mita | per Nishi-Takashimadaira                                            |

## Stazioni adiacenti
| «              | Servizio   | »                    |
| Linea Mita     | Linea Mita | Linea Mita           |
| -------------- | ---------- | -------------------- |
| Takashimadaira | -          | Nishi-Takashimadaira |